# Icke-inblandningsprincipen
Icke-inblandningsprincipen, eller noninterventionsprincipen, är en folkrättslig princip som innebär att en stat inte har rätt att intervenera med militära medel i en annan stat, utan den statens medgivande. Principen ligger bland annat till grund för artikel 2(7) i FN-stadgan, som förbjuder stater från att blanda sig i andra staters inre angelägenheter.
Endast under vissa särskilda omständigheter har en stat rätt att med militära medel ingripa i en annan stat, mot dess vilja. Så kan ske om staten i fråga enligt säkerhetsrådet utgör ett hot mot internationell fred och säkerhet, eller om brott mot mänskligheten begås, till exempel folkmord.